# Pašta s sirom in poprom
Pašta s sirom in poprom (italijansko pasta cacio e pepe, italijanska izgovorjava: [ˈkaːtʃo e pˈpeːpe]) je tipična lacijska jed. Kot že ime pove, so sestavine zelo preproste in vključujejo samo črni poper, rimski ovčji sir in testenine. Tradicionalno najbolj uporabljena vrsta testenin so kitarasti špageti (v Laciju znani kot tonnarelli).
Tako kot druge jedi lacijske kuhinje je pripravljena iz revnih sestavin, lahko dostopne in z dolgim rokom uporabnosti (med transhumanco ni bilo lahko preskrbeti hrano). Svoje korenine ima v kmečki in pastirski kuhinji rimskega podeželja. 
V gostilnah, ki so to jed prve ponujale, so pretiravali s soljo in sirom, da bi gostom prodali več vina.